# ايبا لجاراب
ايبا لعجب (لقب) اسمه الحقيقي عبد الرحيم لعجب (بالنرويجية البوكمول: Abdurahim Laajab)‏ (21 مايو 1985 في إمزورن في المغرب – )؛ هو لاعب كرة قدم نرويجي من أصل ريفي مغربي من مدينة إمزورن , كان يلعب كمهاجم.

## نبذة شخصية
ايبا هو لقب اللاعب المغربي - الريفي الأصل، أما اسمه الكامل فهو عبد الرحيم لعجب، من أسرة لعجب في مدينة إمزورن بإقليم الحسيمة.[بحاجة لمصدر]

## مسيرته الرياضية
يلعب في الفرق النرويجية.

## وصلات خارجية
- ايبا لعجب على موقع رابطة كرة القدم اليابانية للمحترفين (اليابانية)
- ايبا لعجب على موقع قاعدة بيانات كرة القدم.إي يو (الإنجليزية)
- ايبا لعجب على موقع Soccerway.com (الإنجليزية)
- ايبا لعجب على موقع عالم كرة القدم.نت (الإنجليزية)